# Hwang Dae-heon
Hwang Dae-heon (in hangŭl: 황대헌; Anyang, 5 luglio 1999) è un pattinatore di short track sudcoreano.

## Palmarès

### Olimpiadi
- 2 medaglie:
  - 1 oro (1500 m a Pechino 2022)
  - 2 argenti (500 m a Pyeongchang 2018; staffetta 5000 m a Pechino 2022)

### Mondiali
- 9 medaglie:
  - 4 ori (500 m e staffetta 5000 m a Montréal 2018; 500 m e staffetta 5000 m a Sofia 2019);
  - 3 argenti (classifica generale e 1000 m a Sofia 2019; staffetta 5000 m a Rotterdam 2024);
  - 1 bronzo (classifica generale a Montréal 2018).